# Яновская (предприятие)
Центральная обогатительная фабрика «Яновская» (укр. Центральна збагачувальна фабрика «Янівська») — промышленное предприятие в городе Вахрушево.

## История
Обогатительная фабрика с мощностью переработки 6,1 млн тонн антрацита в год была построена в 1960е годы и сдана в эксплуатацию в 1969 году, она была оснащена технологическим оборудованием, обеспечивавшим обогащение угля с применением методов обогащения в тяжелых средах, отсадки и флотации.
В 1978 году фабрика была реконструирована.
В советское время фабрика входила в число крупнейших предприятий города.
После провозглашения независимости Украины государственное предприятие было преобразовано в закрытое акционерное общество.
Начавшийся в 2008 году экономический кризис осложнил положение предприятия, 2 июля 2009 года в связи с невыплатой заработной платы (долги по которой превысили 1,8 млн. гривен) рабочие фабрики начали забастовку, а после увольнения 13 июля 2009 администрацией завода членов стачечного комитета — перекрыли железную дорогу, забастовка продолжалась до 17 июля 2009 года.
После начала войны в Донбассе весной 2014 года фабрика оказалась на территории, контролируемой самопровозглашённой Луганской Народной Республикой. 